# Leiferer Graben
Der Leiferer Graben (italienisch Fossa di Laives) ist ein Wassergraben in Südtirol und dient als Abzugsgraben, um die Talgründe des Etschtals bzw. Unterlands im Gebiet der Stadt Leifers zu entwässern. Er beginnt im Süden der Industriezone Bozen in Grutzen, verläuft grob parallel zur Etsch (eine kurze Strecke auch auf dem Gemeindegebiet von Pfatten) und trifft nach etwa 7 km knapp südlich von Leifers (wenige Meter hinter der Gemeindegrenze zu Branzoll) auf den Brantenbach, mit dem er fortan als Branzoller Graben weiterfließt.